# Brackley (Canada)
Pour les articles homonymes, voir Brackley.
Brackley est un village de l'Île-du-Prince-Édouard, au Canada. La communauté agricole est sur la limite nord de Charlottetown, Île-du-Prince-Édouard près de l'Aéroport de Charlottetown dans le quartier de Sherwood.
Enjambant une ceinture de verdure fédérale, Brackley subit des pressions pour des développements significatifs, car l'exécution de la protection de la verdure est très faible par le gouvernement provincial.
Ne pas confondre avec Brackley Beach.

## Démographie
| 2001 | 2006 | 2011 | 2016 |
| ---- | ---- | ---- | ---- |
| 358  | 336  | 340  | 372  |